# 谷口元一
谷口 元一（たにぐち げんいち）は、日本の芸能プロデューサー。大手芸能事務所ケイダッシュ取締役で、関連会社パールダッシュの社長を務めている。元妻は作家・元タレントの立花胡桃、弟にフジテレビジョン社員谷口大二がいる。

## 映画
- 「偶然にも最悪な少年」2003年、東映 - 制作：近藤正岳、谷口元一[1]
- 「ゴーストシャウト」2004年、東京テアトル - 企画：谷口元一・木村純一・東城佑司[2]
- 「私の叔父さん」2012年、マジカル - 製作：吉岡市雄・笹栗哲朗・谷口元一・寺園卓司・小浜圭太郎・阿部智之・鈴木浩司

## 書籍
- 谷口元一撮影『永井大フォトエッセイ 画竜点睛』ブックマン、2004年10月26日、ISBN 4893085719